# NGC 2480
NGC 2480 (другие обозначения — UGC 4116, MCG 4-19-9, ZWG 118.26, KCPG 148A, IRAS07541+2354, PGC 22289) — спиральная галактика в созвездии Близнецов. Открыта Р. Дж. Митчеллом в 1856 году.
Галактика находится в процессе столкновения и слияния с NGC 2481. Диски обоих галактик имеют искривлённую форму из-за приливного взаимодействия, между ними наблюдается «мост» из вещества галактик.
Этот объект входит в число перечисленных в оригинальной редакции «Нового общего каталога».
Галактика NGC 2480 входит в состав группы галактик UGC 4054. Помимо NGC 2480 в группу также входят NGC 2481 и UGC 4054.